# 天元西路駅
天元西路駅（きてんげんせいろえき）は、中華人民共和国江蘇省南京市江寧区利源南路と天元西路の交差点にある、南京地下鉄3号線の駅である。

## 歴史
- 2015年4月1日3号線の駅として開業。

## 駅構造

### のりば
| 番線 | 路線            | 方面                                   | 行先        |
| ---- | --------------- | -------------------------------------- | ----------- |
|      | 南京地下鉄3号線 | 星火路・林場・南京北駅・花旗営 方面    | 琥珀泉 行き |
|      | 南京地下鉄3号線 | 誠信大道・東大九竜湖校区・秣周東路方面 | 秣陵 行き   |

## 隣の駅
南京地下鉄
■3号線
勝太西路駅 - 宏運大道駅 - 九竜湖駅